# Othonna
- Commons
- Wikispecies

Othonna é um género botânico pertencente à família Asteraceae.

## Classificação do gênero
| Sistema | Classificação                                 | Referência               |
| ------- | --------------------------------------------- | ------------------------ |
| Linné   | Classe Syngenesia, ordem Polygamia necessaria | Species plantarum (1753) |

1. ↑  «Othonna — World Flora Online». www.worldfloraonline.org. Consultado em 19 de agosto de 2020